# سارقات الحببيات
سارقات الحببيات أو بقيات باصقة (الاسم العلمي: Aphrophoridae)، فصيلة حشرات بقية من رتبة نصفيات الأجنحة.
هناك ما لا يقل عن 160 جنسًا و990 نوعًا موصوفًا في سارقات الحببيات.